# فیوز (مواد منفجره)

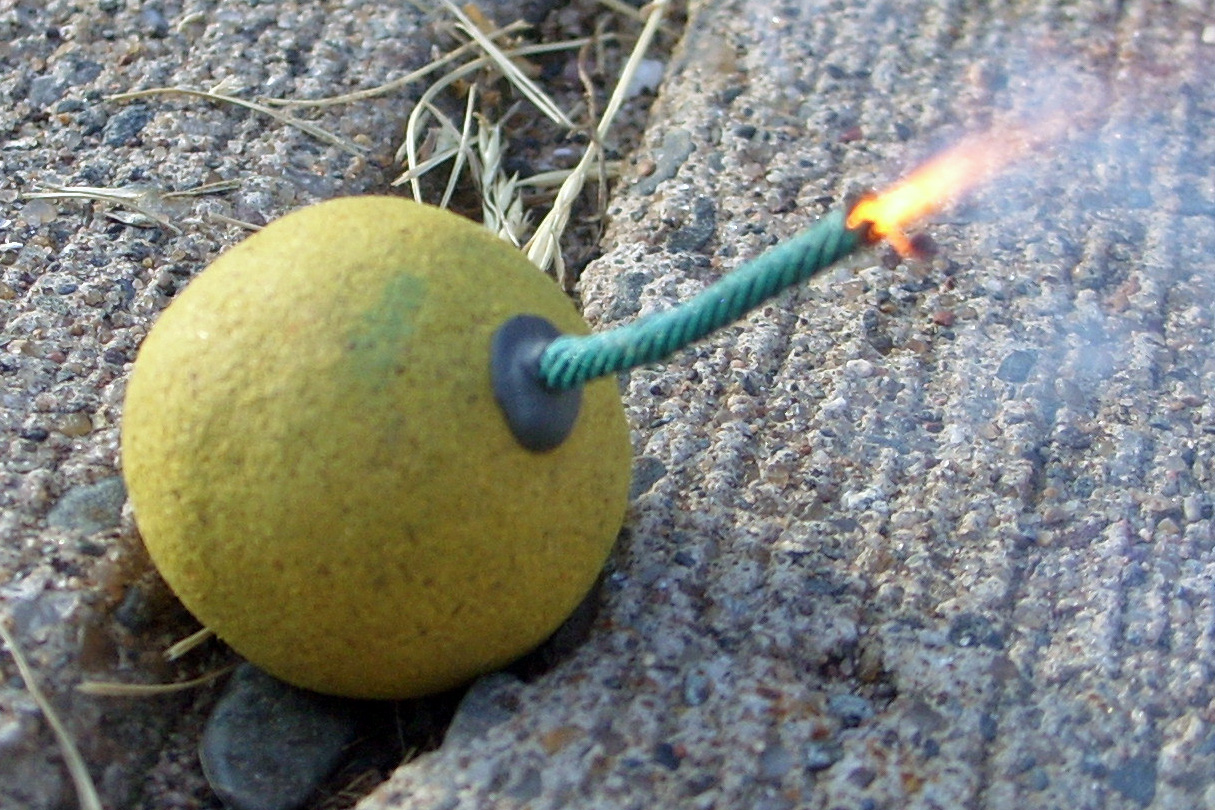
یک بمب دودزا با فیوز روشن

در مواد منفجره، ابزار آتش‌بازی یا مهمات نظامی، فیوز، فتیله یا فیتیله، بخشی از دستگاه است که فرایند انفجار را آغاز می‌کند. در کاربرد عمومی، از این کلمه به‌صورت کلی استفاده می‌شود. با این حال، در بررسی ریزبینانه (به ویژه در زمینهٔ نظامی)، اصطلاح فیوز یک وسیله سادهٔ آغازگر انفجار را توصیف می‌کند، مانند سیم روی یک فشفشه یا یک دستگاه احتراق پیچیده‌تر که دارای اجزای مکانیکی یا الکترونیکی است، مانند فیوز مجاورتی برای گلوله توپخانه M107، فیوز مغناطیسی یا صوتی روی مین دریایی، فیوز نارنجک‌دار فنری، چاشنی مدادی یا دستگاه ضد جابجایی، استفاده می‌شود.

## تاریخچه

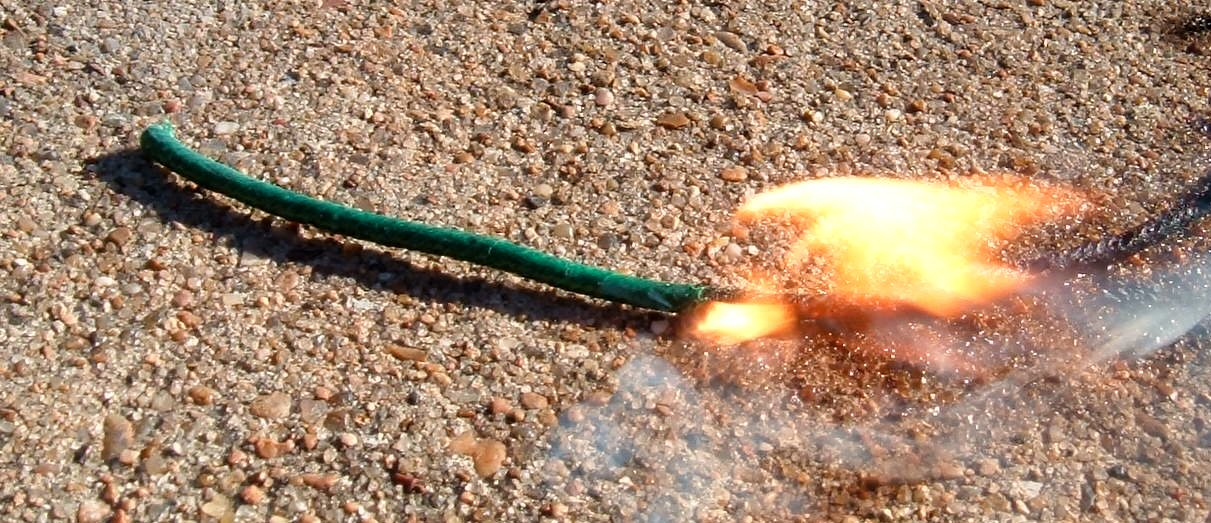
یک فیوز در حال سوختن

شواهد مستند نشان می‌دهند که فیوزها برای اولین بار توسط چینی‌های سلسلهٔ سونگ بین قرن‌های دهم و دوازدهم مورد استفاده قرار گرفتند. پس از اختراع باروت توسط چینی‌ها، آنها شروع به بهره از خواص انفجاری آن برای استفاده در فناوری نظامی کردند. تا سال ۱۰۴۴ از باروت در نارنجک‌های ساده، بمب‌ها و شعله‌افکن‌ها استفاده می‌کردند.